# York (Ontario)
York je region v jižním Ontariu v Kanadě. Region nahradil v roce 1971 York County, které existovalo už od roku 1792. Region je součástí oblasti Velkého Toronta. Regionální vláda sídlí v Newmarketu. V roce 2011 žilo v regionu 1 032 524 obyvatel.
Region má rozlohu 1762 km². Nachází se mezi jezerem Simcoe na severu a Torontem na jihu. Na východě hranicí s regionem Durham, na západě s regionem Peel a na severozápadě s Simcoe County.
Region zahrnuje celkem devět měst Aurora, East Gwillimbury, Georgina, King, Markham, Newmarket, Richmond Hill, Vaughan, Whitchurch–Stouffville a dvě indiánské rezervace Chippewas of Georgina First Nation Island a Chippewas of Georgina Island First Nation 33A.